# Ovala
Ovala är en ort i Azerbajdzjan. Den ligger i distriktet Astara Rayonu, i den södra delen av landet, 230 km söder om huvudstaden Baku. Ovala ligger 360 meter över havet och antalet invånare är 258.
Terrängen runt Ovala är lite bergig. Närmaste större samhälle är Astara, 18,1 km sydost om Ovala.
Omgivningarna runt Ovala är en mosaik av jordbruksmark och naturlig växtlighet. Runt Ovala är det ganska tätbefolkat, med 129 invånare per kvadratkilometer.